# Walka Dobryni Nikiticza ze żmijem Gorynyczem
Walka Dobryni Nikiticza ze żmijem Gorynyczem (ros. Бой Добрыни Никитича со Змеем Горынычем) – obraz olejny namalowany przez rosyjskiego malarza Wiktora Wasniecowa w 1918 roku, znajdujący się w zbiorach Galerii Tretiakowskiej w Moskwie.

## Opis
Późny okres życia i twórczości Wiktora Wasniecowa przypadł na czas I wojny światowej i dwóch rosyjskich rewolucji w 1917 roku. Swoje myśli i przeżycia zapisywał na kartach pamiętników i przedstawiał na obrazach, głosząc idee prawdy i nieuchronnego zwycięstwa dobra nad złem.
Obraz „Walka Dobryni Nikiticza ze żmijem Gorynyczem” został namalowany na podstawie eposu „Dobrynia i żmij”. Kontynuuje ideę trudnej, nierównej walki, zapoczątkowaną w dziele „Walka Iwana Carewicza z trójgłowym wężem morskim”. Istnieje również podobieństwo do pocztówki „Śmiertelna walka z trójgłowym smokiem”, stworzonej w 1916 roku przez Borisa Zworykina jako odpowiedź na wydarzenia I wojny światowej: rosyjski wojownik z tarczą ozdobioną herbem Imperium Rosyjskiego walczy z trójgłowym smokiem, uosabiającym Trójprzymierze – obronny układ Cesarstwa Niemieckiego, Austro-Węgier i Królestwa Włoch.

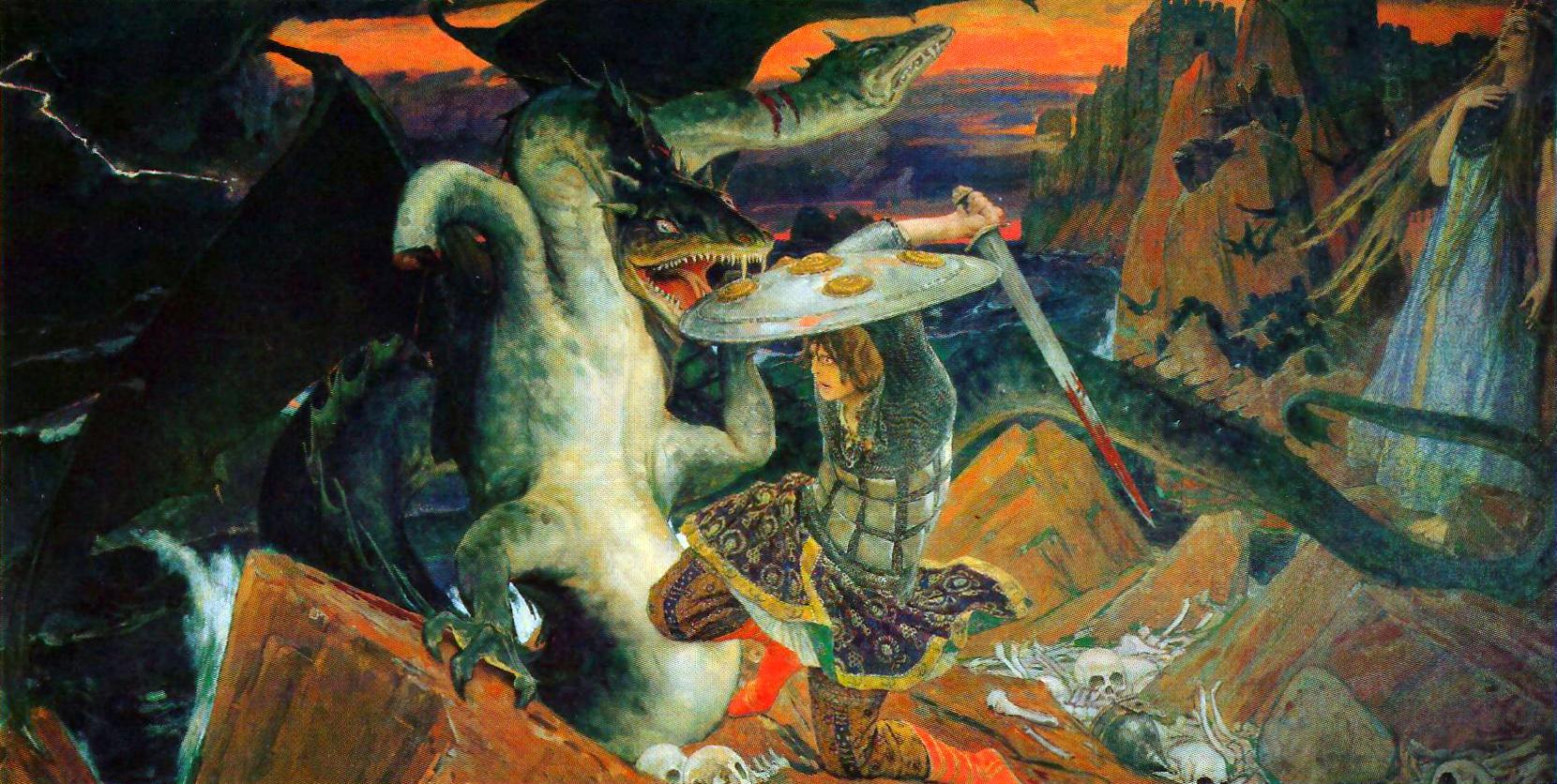
„Walka Iwana Carewicza z trójgłowym wężem morskim”
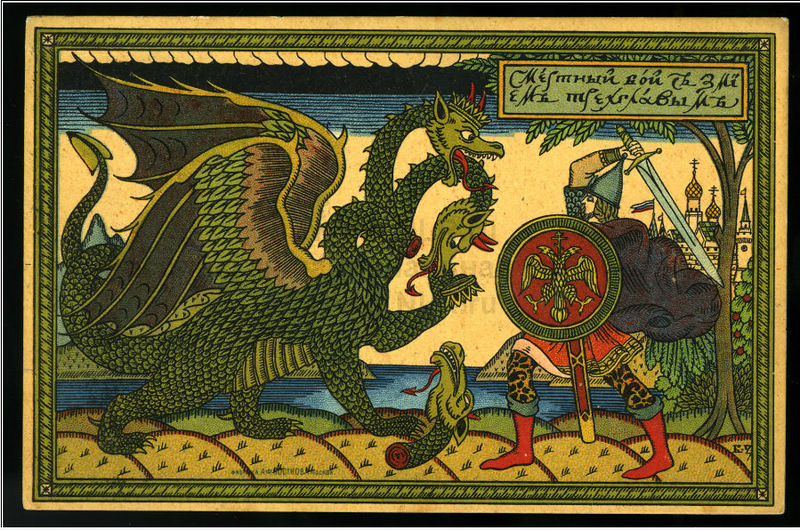
„Śmiertelna walka z trójgłowym smokiem”

Wiktor Wasniecow datował namalowanie obrazu na rok 1918, stąd fabuła epicka może być postrzegana jako reakcja na rosyjską wojnę domową. Dla Wasniecowa, człowieka o poglądach monarchistycznych, wydarzenie to stało się prawdziwą tragedią. W Rosji trwał poważny konflikt wewnętrzny, w którym uczestniczyło jednocześnie kilka politycznych bloków i formacji wojskowych. Tę wieloskładnikową siłę postrzega się w obrazie wielogłowego żmija, z którym walczy Dobrynia Nikiticz. Jego koń padł, lecz bohater średniowiecznych bylin walczy dalej, zadając bestii ciosy mieczem i broni się okrągłą tarczą ozdobioną krzyżem. Na obrazie Wasniecow podkreśla niezwyciężoność rosyjskiego wojownika, znajdującego się pod ochroną Bożego miłosierdzia i nieuchronny triumf dobra nad złem.